# 是川村
是川村（これかわむら）は、かつて青森県にあった村。

## 沿革
- 1889年（明治22年）4月1日 - 町村制施行により三戸郡是川村が村制施行し、是川村が発足。
- 1954年（昭和29年）12月1日 - 八戸市に編入され消滅。